# 教義と聖約

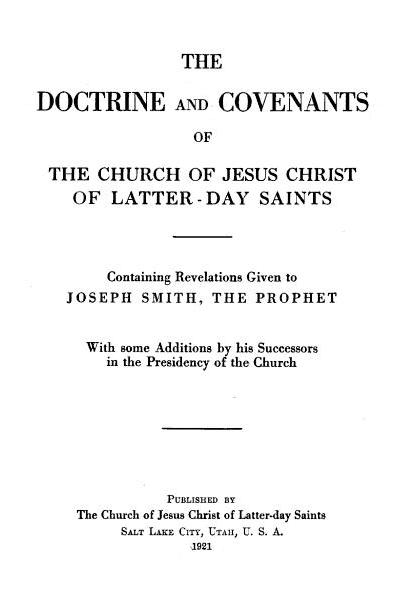
1921年LDS版の表紙

教義と聖約（きょうぎとせいやく、英: Doctrine and Covenants）は、末日聖徒イエス・キリスト教会(モルモン教)が1835年に発行されたモルモン書・高価な真珠と並びモルモン教の三大聖典の一つ。

## 概要
教義と聖約はモルモン書に次いで2番目の発行。